# Лига Европа 2025/26
Лига Европа 2025/26 е 55-ото издание на втория по сила турнир в Европа и 17-ото издание откакто е преименуван от Купа на УЕФА на Лига Европа. Финалът на турнира ще се играе на 20 май 2026 г. на Водафон Парк в Истанбул (Турция). Това е вторият сезон, който се провежда в новия разширен формат на Лига Европа с 36 отбора в шампионатната фаза, играещи в осем кръга. Победителят в турнира се класира за следващото издание на Шампионската лига и за Суперкупата на УЕФА. Представителите на Русия са наказани да не участват в турнира поради руското нападение срещу Украйна.

## Квалификационна фаза

### Първи квалификационен кръг
В първия квалификационен кръг участват 16 носители на националите купи на своите страни. Отпадналите от този кръг отбори ще участват във втория квалификационен кръг на Лига на конференциите 2025/26.
Жребият за първия квалификационен кръг ще се тегли на 17 юни 2025 г. Първите срещи ще се проведат на 10 юли 2025 г., а реваншите – на 17 юли 2025 г.
| Отбор 1         | Общ резултат | Отбор 2         | 1-ви мач | 2-ри мач  |
| --------------- | ------------ | --------------- | -------- | --------- |
| Шахтьор Донецк  | 6:0          | Илвес           | 6:0      | 0:0       |
| Шериф           | 5:2          | Прищина         | 4:0      | 1:2       |
| Спартак Търнава | 2:3          | БК Хекен        | 0:1      | 2:2       |
| Сабах           | 5:6          | Целе            | 2:3      | 3:3 (сдв) |
| Легия Варшава   | 2:0          | Актобе          | 1:0      | 1:0       |
| Левски София    | 1:1 (3:1 д.) | Апоел Беер Шева | 0:0      | 1:1 (сдв) |
| АЕК Ларнака     | 2:2 (6:5 д.) | Партизан        | 1:0      | 1:2 (сдв) |
| Пакши ШЕ        | 0:3          | ЧФР Клуж        | 0:0      | 0:3       |

### Втори квалификационен кръг
Във втория квалификационен кръг се състезават осем победителя от първия квалификационен кръг заедно със седем отбора от първенства, чиито коефициент дава право на участие на два отбора в Лига Европа, както и един носител на национална купа.
Жребият за втория квалификационен кръг ще се тегли на 18 юни 2025 г. Първите срещи ще се проведат на 24 юли 2025 г., а реваншите – на 31 юли 2025 г. Отпадналите от този кръг отбори ще участват в третия квалификационен кръг на Лига на конференциите 2025/26.
| Отбор 1       | Общ резултат | Отбор 2        | 1-ви мач | 2-ри мач  |
| ------------- | ------------ | -------------- | -------- | --------- |
| Лугано        | 0:1          | ЧФР Клуж       | 0:0      | 0:1 (сдв) |
| Целе          | 2:3          | АЕК Ларнака    | 1:1      | 1:2       |
| Левски София  | 0:1          | Спортинг Брага | 0:0      | 0:1 (сдв) |
| Баник Острава | 3:4          | Легия Варшава  | 2:2      | 1:2       |
| Андерлехт     | 2:2 (2:4 д.) | БК Хекен       | 1:0      | 1:2 (сдв) |
| Шериф         | 2:7          | Утрехт         | 1:3      | 1:4       |
| Мидтиланд     | 3:2          | Хибърниън      | 1:1      | 2:1 (сдв) |
| Бешикташ      | 2:6          | Шахтьор Донецк | 2:4      | 0:2       |

### Трети квалификационен кръг
Третият квалификационен кръг се дели на два потока – шампионски и основен. В този кръг се включват отпадналите отбори от втория квалификационен кръг на Шампионска лига 2025/26, както и три носители на национални купи в основния поток. Отпадналите от този кръг отбори ще участват в плейофите на Лига на конференциите 2025/26.
Жребият за третия квалификационен кръг ще се тегли на 21 юли 2025 г. Първите срещи ще се проведат на 7 август 2025 г., а реваншите – на 14 август 2025 г.
Шампионски поток
| Отбор 1          | Общ резултат | Отбор 2         | 1-ви мач | 2-ри мач  |
| ---------------- | ------------ | --------------- | -------- | --------- |
| Линкълн Ред Импс | 1:1 (6:5 д.) | Ноа             | 1:1      | 0:0 (сдв) |
| Риека            | 4:3          | Шелборн         | 1:2      | 3:1       |
| РФШ Рига         | 1:3          | Куопио ПС       | 1:2      | 0:1       |
| Хамрун Спартанс  | 2:5          | Макаби Тел Авив | 1:2      | 1:3       |
| Зрински          | 3:2          | Брейдаблик      | 1:1      | 2:1       |
| ФКСБ             | 6:3          | Дрита           | 3:2      | 3:1       |

Основен поток
| Отбор 1      | Общ резултат | Отбор 2        | 1-ви мач | 2-ри мач  |
| ------------ | ------------ | -------------- | -------- | --------- |
| АЕК Ларнака  | 5:3          | Легия Варшава  | 4:1      | 1:2       |
| Фредрикстад  | 1:5          | Мидтиланд      | 1:3      | 0:2       |
| ЧФР Клуж     | 1:4          | Спортинг Брага | 1:2      | 0:2       |
| ПАОК Солун   | 1:0          | Волфсберг      | 0:0      | 1:0 (сдв) |
| Сервет       | 2:5          | Утрехт         | 1:3      | 1:2       |
| БК Хекен     | 1:2          | Бран           | 0:2      | 1:0       |
| Панатинайкос | 0:0 (4:3 д.) | Шахтьор Донецк | 0:0      | 0:0 (сдв) |

### Плейоф
В плейофите се включват пет нови отбора, както и отпадналите шампиони от третия квалификационен кръг на Шампионска лига 2025/26. Отпадналите от този кръг отбори ще участват в шампионатната фаза на Лига на конференциите 2025/26.
Жребият за плейофите ще се тегли на 4 август 2025 г. Първите срещи ще се проведат на 21 август 2025 г., а реваншите – на 28 август 2025 г.
| Отбор 1           | Общ резултат | Отбор 2        | 1-ви мач | 2-ри мач |
| ----------------- | ------------ | -------------- | -------- | -------- |
| Макаби Тел Авив   | :            | Динамо Киев    | 21 авг   | 28 авг   |
| Шкендия           | :            | Лудогорец      | 21 авг   | 28 авг   |
| Слован Братислава | :            | Йънг Бойс      | 21 авг   | 28 авг   |
| Малмьо ФФ         | :            | Сигма Оломоуц  | 21 авг   | 28 авг   |
| Панатинайкос      | :            | Самсунспор     | 21 авг   | 28 авг   |
| Абърдийн          | :            | ФКСБ           | 21 авг   | 28 авг   |
| Лех Познан        | :            | Генк           | 21 авг   | 28 авг   |
| Мидтиланд         | :            | Куопио ПС      | 21 авг   | 28 авг   |
| Линкълн Ред Импс  | :            | Спортинг Брага | 21 авг   | 28 авг   |
| Зрински           | :            | Утрехт         | 21 авг   | 28 авг   |
| Бран              | :            | АЕК Ларнака    | 21 авг   | 27 авг   |
| Риека             | :            | ПАОК Солун     | 21 авг   | 28 авг   |

## Шампионатна фаза
Жребият ще се проведе в Монако на 29 август 2025 г. Отборите са разделени в четири урни в зависимост от коефициентите им в ранглистата на УЕФА. За разлика от предишните издания на Лига Европа, в настоящия формат 36-те отбора няма да бъдат разпределени в отделни групи, а ще се състезават в една обща група. Всеки отбор ще изиграе общо осем срещи (четири като домакин и четири като гост), като отбори от една държава не могат да играят помежду си. Жребият определя срещу кои отбори всеки клуб ще играе, като целта е всеки отбор да играе по равно количество срещи срещу отбори от всяка урна. Мачовете се играят на 24 и 25 септември, 2 и 23 октомври, 6 и 27 ноември, 11 декември 2025 г., 22 и 29 януари 2026 г. Първите осем отбора се класират за осминафиналите, докато следващите 16 отбора ще играят в плейофите на фазата на директните елиминации. Последните 12 отбора отпадат от надпреварата.
Класирали се отбори
- Рома КК: 104.500
- Порто КК: 79.750
- Фейенорд KK: 71.000
- Лил КК: 66.000
- Динамо Загреб КК: 56.000
- Реал Бетис КК: 52.250
- Ред Бул Залцбург КК: 48.000
- Астън Вила КК: 47.250
- Олимпик Лион КК: 43.750
- Виктория Пилзен KK: 39.250
- Фрайбург КК: 28.000
- Нотингам Форест КК: 23.039
- Ница КК: 20.000
- Болоня КК: 19.446
- Селта Виго КК: 18.890
- Щутгарт КК: 17.266
- Гоу Ахед Игълс КК: 13.430
- 12 победителя от плейофите
- 7 отпаднали от плейофите на Шампионска лига 2025/26